# Нападение на городок 136-й мотострелковой бригады
Нападение на городок 136-й мотострелковой бригады (место дислокации — г. Буйнакск, Дагестан) — известная диверсионная операция Хаттаба при военной и финансовой поддержке Рамзана Ахмадова, совершённая 21-22 декабря 1997 года.

## Цель нападения
Боевики, совершившие нападение на расположение части 136-й мотострелковой бригады, преследовали цель захват бронетехники. В результате серьёзного сопротивления, оказанного военнослужащими части, она осталась недостигнутой.

## Развитие событий
21 декабря 1997 года между 19:00 и 19:30 группа боевиков, численностью от 40 до 60 человек, прибыла к г. Буйнакску на автомобилях «Волга», «Жигули» и «КамАЗ».
С 500 метров был произведён обстрел воинской части из гранатомётов и автоматического оружия, в том числе пулемётов.
Часовые, проявив бдительность, первыми вступили в бой, который длился около часа.
Боевикам удалось уничтожить несколько единиц боевой техники и ещё несколько вывести из строя.
Были сожжены три цистерны с горючим и несколько автомобилей, выведены из строя все электроподстанции вблизи военного городка.
В ночь на 22 декабря противостояние приобрело характер кратковременных перестрелок.
Один военнослужащий был убит.
Утром 22 декабря бандиты произвели отход в направлении Чечни.
В 7 часов 30 минут, на блокпосту у селения Инчха, им удалось захватить пятерых милиционеров.
Под прикрытием заложников, они добрались до федеральной автотрассы «Кавказ», где захватили рейсовый автобус с пассажирами.
Во время захвата погибло двое гражданских.
Поднятые по тревоге подразделения разведывательного батальона, внутренних войск, дагестанской милиции и ополченцев перекрыли все транспортные артерии, вынудив боевиков оставить автобус и отпустить женщин. Бандформирование было настигнуто в ущелье Алмак, где весь день 22 декабря шёл бой.
Погиб один ополченец и военнослужащий, десять милиционеров и военнослужащих были ранены.
Среди бандитов — трое раненых и один уничтожен.
С наступлением темноты боевики просочились к населённому пункту Дылым Казбековского района Дагестана и разделились на две группы.
Основная, используя горную местность и сильный туман, ушла в Чечню, вторая скрылась в горах.
Власти Дагестана официально потребовали у Грозного выдачи преступников.
Президент Чечни Аслан Масхадов заявил, о непричастности чеченцев к нападению.
Участников нападения захватить не удалось.
В ходе нападения были уничтожены два танка Т-72, цистерна с горючим и три грузовика.

## Примечательные факты
- При нападении на военный городок 136-й мотострелковой бригады руководитель атаки международный террорист Хаттаб получил огнестрельное ранение правого плеча[3]
- При нападении на военный городок 136-й мотострелковой бригады был убит ближайший соратник Хаттаба Абузабар[4]
- В составе отряда моджахедов, принимавших участие в атаке, были боевики некоторых дагестанских национальностей. Этот вывод следовал из результатов радиоперехвата переговоров боевиков, которые велись на некоторых языках народов Дагестана.
- При нападении на воинскую часть подорвался на мине и потерял ногу известный террорист Абу Умар[5]